# 青翔開智中学校・高等学校
青翔開智中学校・高等学校（せいしょうかいちちゅうがっこう・こうとうがっこう）は、鳥取県鳥取市にある併設型中高一貫制の私立中学校・高等学校。鳥取県東部（因幡地域）では初の中高一貫校として開校した。
校地は旧国立療養所鳥取病院跡にあり、病院時代に使われていた体育館はそのまま利用している。2022年3月21日にはBSテレ東「名門校」にその「探求」の取り組みが紹介された。

## 沿革
- 2012年 - 鳥取市富安に「中高一貫校設立準備室」を開設。
- 2012年9月28日 - 学校名を公式発表。
- 2013年6月4日 - 鳥取県より「青翔開智中学校」「青翔開智高等学校」設置認可書が交付。
- 2014年4月1日 - 開校。
- 2014年4月12日 - 第１回入学式を挙行。
- 2017年3月4日 - 第1回青翔開智高等学校卒業証書授与式を挙行。
- 2017年 - 鳥取県スーパーグローバルハイスクール 指定。
- 2018年 - 文部科学省スーパーサイエンスハイスクール 指定。

## 教育方針
- 同校では、以下のような教育方針を掲げている。

### 建学の精神
情熱と好奇心をもって物事を探究し、自律と協調の両立をはかり、共に成長し、たゆまぬ挑戦と努力の継続でさらなる飛躍を目指すことができる有為な人材の育成を目指す。

### 教育方針
・探究：興味や問題点を自ら発見し、自発的・主体的に行動し解決できる生徒を育てます。
・共成：自主自律の基、他者を重んじる人間を育成し、将来日本のみならず世界の各界で活躍できる生徒を育てます。
・飛躍：「何を学びたいか」を大切に探究型学習で鍛えた好奇心と情熱を自分の進路実現へと結びつけ、 自ら進路選択できる生徒を育てます。

## 部活動
運動部
- ハンドボール部
- バドミントン部
- 卓球部
- バレーボール部
- ゴルフ部

文化部
- 探究部
- 放送部
- 美術部
- 書道部
- 放送部
- 軽音楽部
- ジャズ部
- 競技かるた部

## 校内施設
校舎はガラスと木材を多用し、「ガラス張りの博物館」をイメージして作られた。生徒が毎日、本や新聞等の活字に触れ、新たな興味や関心に出会うきっかけを増やすため、本棚が校舎全体に配置されている。また、校舎のどこにいても主体的な学習を進められるよう、可動式の家具やホワイトボード、プレゼンテーション用のモニター等も配置されている。

## 関連校
- あすなろ予備校
- クラーク記念国際高等学校鳥取キャンパス